# (5165) Videnom
(5165) Videnom (1985 CG) – planetoida z pasa głównego asteroid okrążająca Słońce w ciągu 3,7 lat w średniej odległości 2,39 j.a. Odkryta 11 lutego 1985 roku.